# سيلفستر إتش روبر
سيلفستر إتش روبر (بالإنجليزية: Sylvester H. Roper) هو مخترع أمريكي، ولد في 24 نوفمبر 1823 في فرانسيستاون في الولايات المتحدة، وتوفي في 1 يونيو 1896 في نهر تشارلز في الولايات المتحدة بسبب قصور القلب.